# Zbór Kościoła Ewangelicznych Chrześcijan w Lublinie
Zbór Kościoła Ewangelicznych Chrześcijan w Lublinie – ewangelikalna wspólnota chrześcijańska działająca w Lublinie. Siedziba zboru znajduje się przy ulicy Probostwo 30 (dzielnica: Czwartek). Zbór posiada placówkę w Lubartowie.
Pastorem zboru jest Jacek Duda.

## Charakterystyka
Zbór jest częścią Kościoła Ewangelicznych Chrześcijan, należącego do rodziny wolnych kościołów protestanckich. Jego zasady wiary opierają się na nauczaniu Jezusa i apostołów, zapisanym w Nowym Testamencie, i odwołują się do ideałów pierwszych chrześcijan. Ewangeliczni chrześcijanie utożsamiają się z ideami Reformacji, będącej „powrotem do źródła”, którym dla chrześcijan jest Pismo Święte.
Określenie „ewangeliczny” pochodzi od Ewangelii, czyli Dobrej Nowiny o zbawieniu, dzięki której każdy człowiek może dostąpić pojednania z Bogiem i doświadczyć przemiany życia. Ewangeliczni Chrześcijanie wierzą, że naśladowanie Jezusa jest nie tylko religią, ale – przede wszystkim – sposobem życia zaspakajającym najgłębsze potrzeby człowieka; podkreślają też konieczność nawrócenia jako świadomej, osobistej decyzji, która nie może być dziedziczona po rodzicach lub zastąpiona religijnymi obrzędami.

## Historia
Lubelski zbór Kościoła Ewangelicznych Chrześcijan jest jednym z najstarszych zborów tej denominacji. Jego historia sięga okresu I wojny światowej i związana jest z osobą Pawła Wojnara – ewangelicznego chrześcijanina pochodzącego ze Śląska Cieszyńskiego. Był on oficerem armii austro-węgierskiej i w czasie wojny, gdy austro-węgierskie wojska parły na wschód i zajęły Lubelszczyznę, prowadził on po służbie działalność ewangelizacyjną. W zasięgu działań Wojnara znalazł się również Lublin.
W wyniku pracy misyjnej Wojnara pojawiła się w Lublinie społeczność ewangelicznych chrześcijan. Pierwsze nabożeństwo tej wspólnoty odbyło się w 1917. Po wycofaniu się wojsk austro-węgierskich na zachód, Paweł Wojnar opuścił miasto. Nowa społeczność była częścią Zrzeszenia Zwolenników Nauki Pierwotnych Chrześcijan. Dalszy rozwój lubelskiego zboru nastąpił w okresie międzywojennym.
W czasie II wojny światowej w zborze lubelskim odbywały się nabożeństwa Związku, co było ewenementem (oprócz Lublina nabożeństwa odbywały się tylko w Warszawie i kilku innych miejscowościach Lubelszczyzny). Z uwagi na stacjonujące niedaleko wojska Armii Czerwonej, Niemcy uważali tereny Lubelszczyzny za mało pewne, dlatego też formalny zakaz organizowania wszelkich nabożeństw wydany przez władze niemieckie, nie był tu restrykcyjnie przestrzegany. Umożliwiło to wspólne uczestnictwo w nabożeństwach lubelskiego zboru zarówno Polaków, Niemców, jak i Żydów.
Po zakończeniu działań wojennych i powstaniu w 1947 Zjednoczonego Kościoła Ewangelicznego, zbór lubelski wszedł w jego struktury. W ramach ZKE działał on niemal przez cały okres Polski Ludowej. Dopiero po usamodzielnieniu się konfesji w 1988 zbór stał się częścią nowo powstałego Kościoła Ewangelicznych Chrześcijan, w ramach którego działa do dziś.

## Działalność
Nabożeństwa odbywają się w niedziele o godzinie 10:00 oraz w środy o godzinie 18:00. Nabożeństwa niedzielne charakteryzują się prostą formą; składają się ze śpiewu (używany jest Śpiewnik Pielgrzyma, Pieśni Nowego Życia oraz śpiewniki w segregatorach ze współczesną muzyką chrześcijańską) przy akompaniamencie organów, a także gitary i perkusji, indywidualnych modlitw wiernych, modlitw wspólnych, czytania fragmentów Biblii oraz kazania Słowa Bożego wygłoszonego w oparciu o Pismo Święte. W czasie nabożeństwa odbywają się zajęcia szkółki niedzielnej dla dzieci. Dzieci występują również na forum zboru z własnym programem (m.in. śpiewanie pieśni, wiersze, scenki). Po nabożeństwie istnieje możliwość kontynuowania społeczności nieformalnie, w ramach spotkania przy kawie, herbacie i ciastku. W każdą pierwszą niedzielę miesiąca obchodzona jest Wieczerza Pańska. W środę zbór spotyka się na nabożeństwie połączonym z modlitwą, podczas którego jest czytany i wspólnie rozważany wybrany rozdział Nowego Testamentu.
Przy zborze działa księgarnia chrześcijańska, w której zaopatrzyć się można w literaturę biblijną, broszury, Głos Ewangeliczny, śpiewniki, kalendarze z wersetami biblijnymi oraz nagrania muzyki chrześcijańskiej (kasety i płyty CD). Miejscowa wspólnota zaangażowana jest w służbę społeczną; współpracuje z innymi kościołami i organizacjami o charakterze ewangelicznym w mieście. Zbór lubelski prowadzi także działalność charytatywną, ewangelizacyjno-misyjną oraz Klub Dobrej Nowiny, organizujący zajęcia dla dzieci z ubogich rodzin.

## Pastorzy
Pierwszym przywódcą lubelskiego zboru był Karol Worwa, sprawujący urząd w okresie międzywojennym, wojennym oraz powojennym. Kolejnym przełożonym zboru został kaznodzieja Aleksander Szymanek. Pełnił on obowiązki pastorskie w zborze do 1975. W latach 1975–1988 zborowi przewodniczył pastor Józef Siczek. Po rozwiązaniu Zjednoczonego Kościoła Ewangelicznego i powołaniu Kościoła Ewangelicznych Chrześcijan, urząd pastora w miejscowym zborze sprawował kaznodzieja Edward Długosz, pełniący obowiązki w latach 1988–1994. W 1995 pastorem lubelskiego zboru został kaznodzieja Jacek Duda.

## Dom modlitwy
W okresie powojennym nabożeństwa zboru odbywały się w budynku Kościoła Ewangelicko-Augsburskiego. Obecnie, miejscowy zbór jest w posiadaniu własnego, wolnostojącego domu modlitwy. Znajduje się on przy ul. Probostwo na lubelskim Czwartku, w centrum miasta. Nabyty w 1975, zaadaptowany został na potrzeby kaplicy. Dom modlitwy jest budynkiem trzykondygnacyjnym. Obok nieruchomości znajduje się sporej wielkości ogród, będący własnością zboru. Na frontowej ścianie budynku umieszczony jest krzyż i napis: „kaplica”. Przy wejściu znajduje się tablica informacyjna z godzinami nabożeństw. Elementami wystroju sali głównej domu modlitwy jest pusty krzyż i napisy z fragmentami Biblii. Z przodu sali umieszczona jest kazalnica, stół z otwartą Biblią (wykorzystywany również do sprawowania Wieczerzy Pańskiej) oraz miejsce na instrumenty muzyczne (organy, perkusja). Na niskim parterze znajduje się sala wykorzystywana m.in. do nieformalnych spotkań po nabożeństwie. W budynku zboru mieści się także pokój z literaturą chrześcijańską, pomieszczenia mieszkalne i gospodarcze.

## Ekumenia
Zbór lubelski był inicjatorem jednego z pierwszych polskich kontaktów ekumenicznych pomiędzy Kościołem katolickim, a Kościołami protestanckimi. Miało to miejsce w okresie posoborowym. Kontakty katolicko-ewangeliczne rozpoczęły się w 1968. Ich efektem były wspólne spotkania biblijne, w których uczestniczyli ewangeliczni chrześcijanie i katolicy. Księża katoliccy wielokrotnie gościnnie uczestniczyli w nabożeństwach ewangelicznych. Chór miejscowego zboru wystąpił również na forum rzymskokatolickiej archikatedry lubelskiej.
W chwili obecnej zbór nie posiada żadnych kontaktów z Kościołem Rzymskokatolickim.